# Desa Amis
Desa Amis är en administrativ by i Indonesien.   Den ligger i provinsen Jawa Barat, i den västra delen av landet, 150 km öster om huvudstaden Jakarta. Desa Amis ligger vid sjön Rawa Citempel.